# 綠線 (橫濱市營地下鐵)
綠線（日语： Gurīn Rain */?），舊稱為「橫濱市高速鐵道4號線」，是日本橫濱市營地下鐵路線，連結神奈川縣橫濱市綠區中山站和同市港北區日吉站，長13.1公里（地下路段10.7公里、地面路段2.4公里）。由於通過丘陵而稱「綠線」。基於都市計畫法作為都市高速鐵道的名稱為「橫濱國際港都建設計劃都市高速鐵道第5號市營地下鐵4號線」。車站編號使用的路線記號為G。
2008年3月30日開業。Green Line為愛稱的英文，有時略稱為GL。

## 路線資料
- 路線距離（營業距離）：13.0公里（建設距離為13.1公里）
- 軌距：1,435毫米
- 站數：10個（包括起終點站）
- 複線路段：全線
- 電氣化路段：全線（直流1,500V高架電纜）
- 地面路段：中山－中心北
- 車輛基地：川和車輛基地（日语：川和車両基地）

## 歷史
綠線前稱為「橫濱市高速鐵道4號線」，通稱「橫濱環狀鐵道」。於2001年1月動工，當初預定於2007年開業，但因為日吉至日吉本町一段未得到地主的同意，需要以法律解決。2004年12月，橫濱市交通局向法院提請根據土地徵收法作出裁決。2006年11月16日，法院判橫濱市交通局勝訴，工程才得以恢復。同年12月13日，橫濱市交通局宣佈預定於2008年3月末開業。2008年1月8日，確定正式開業日期為3月30日。
綠線全線車站均安裝扶手電梯和大型升降機，更首設休憩空間。月台均安裝了半高式月台門。
開業一個月間，每日乘客有53,129人，遠低於開業前估計的104,000人（計畫時預計有137,000人）。但在2015財年，這一數字已增加至接近預測值的135,569人。

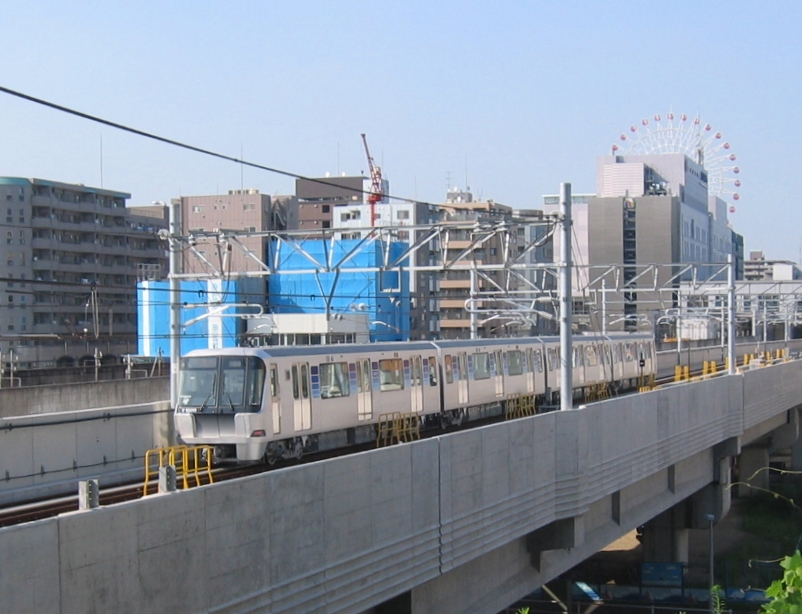
10000型列車試車的情景（2006年7月攝於中心北和中心南之間）
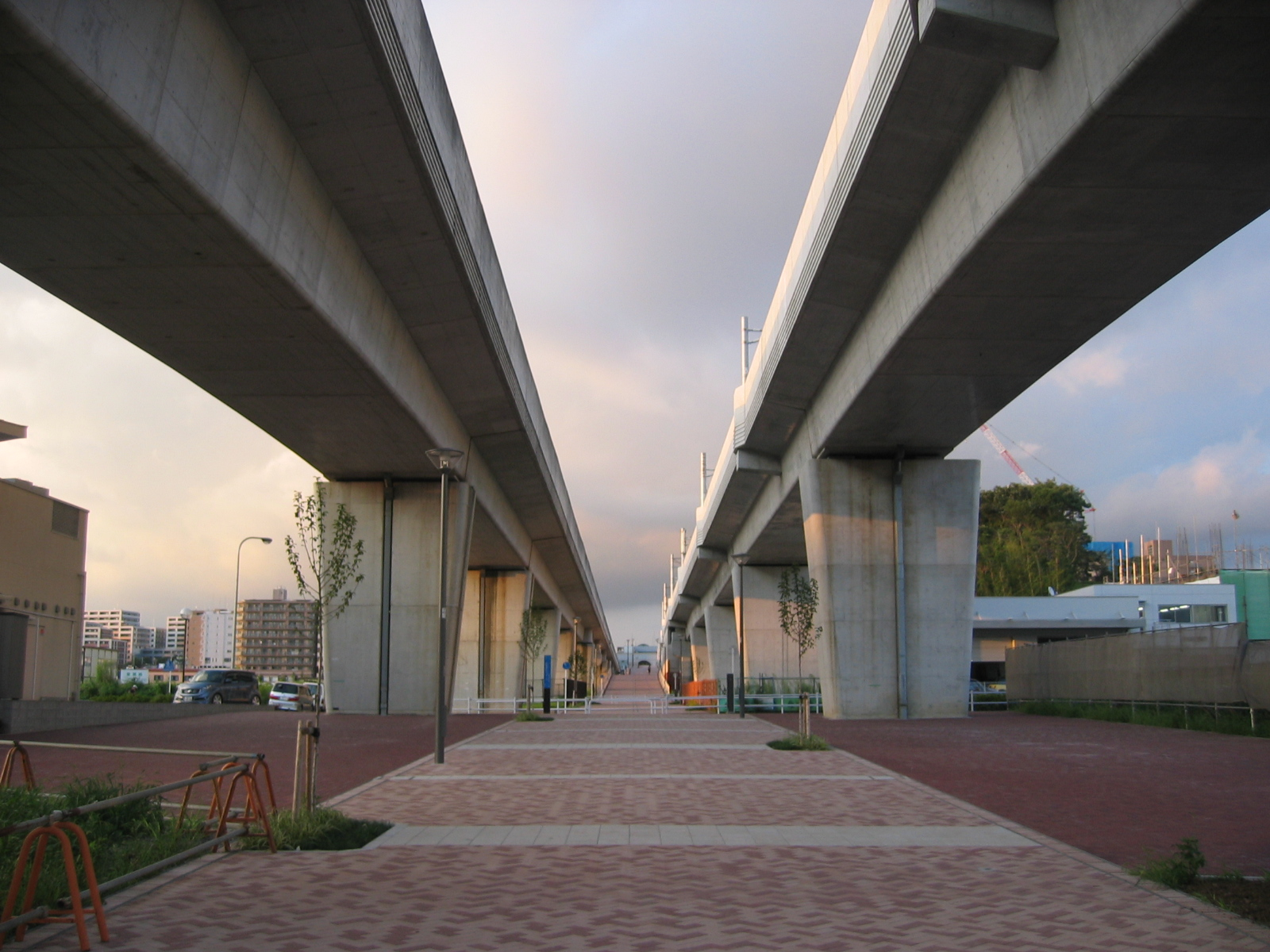
和藍線平行的路段（中心北－中心南），左邊為藍線，右邊為綠線。（攝於2006年8月）
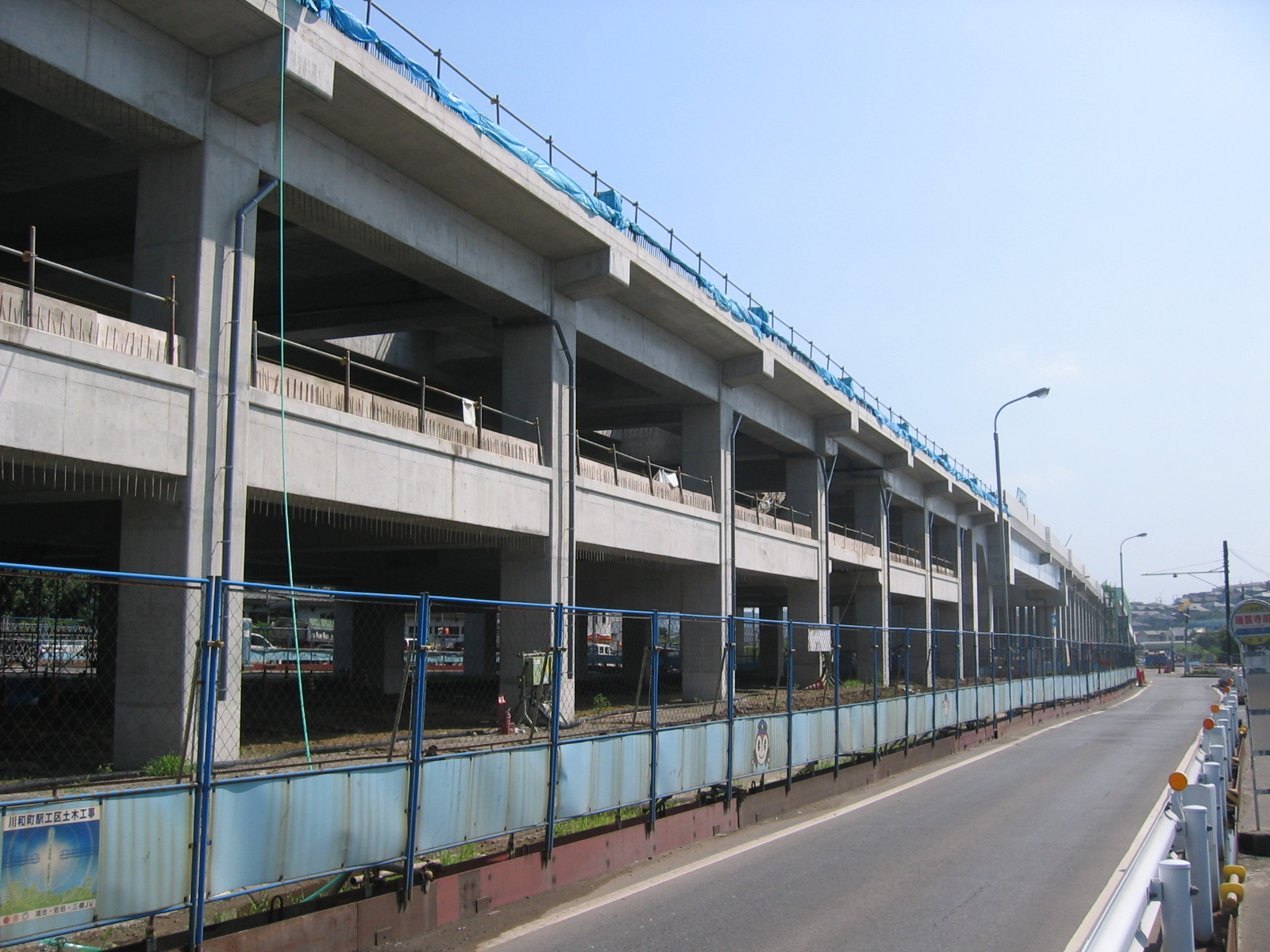
川和町站附近路段建設時的情景（攝於2006年7月）
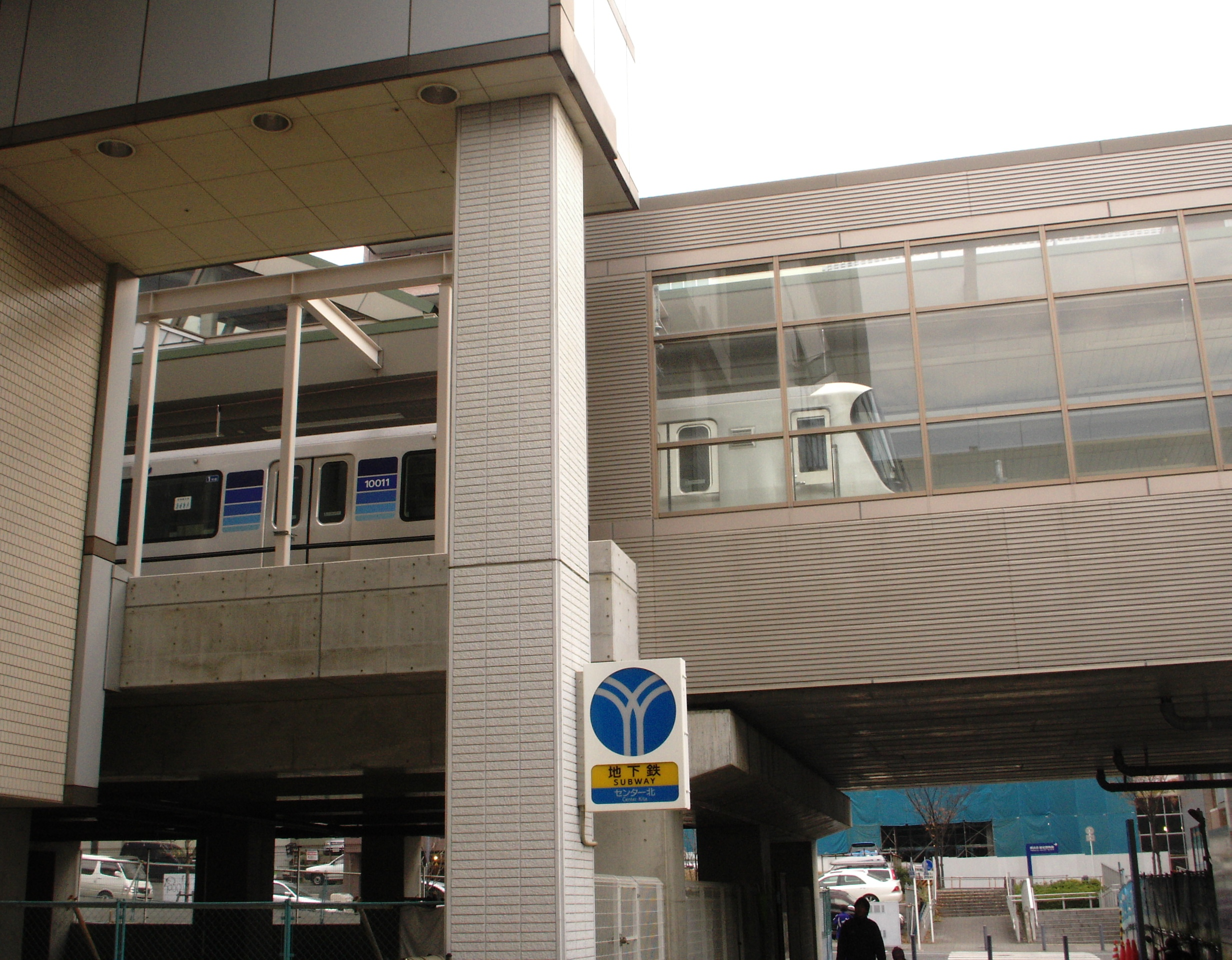
正在停靠中心北站的試行駛列車（攝於2006年12月）

## 使用車輛

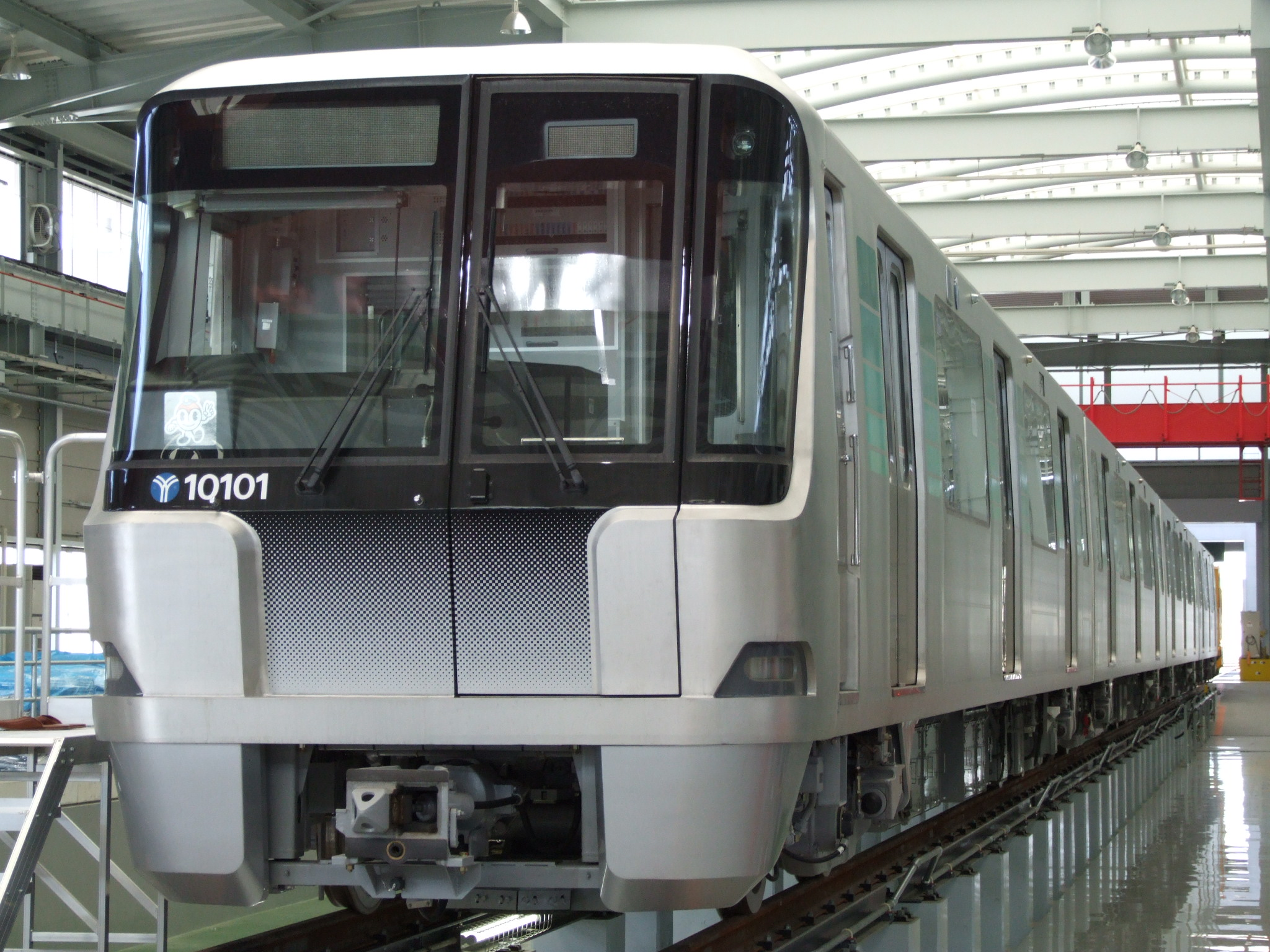
綠線用10000型列車（2008年1月攝於川和車輛基地）

- 10000型：以鐵輪式小型直線電動機驅動，現有15列4輛編組列車服務。2022年起一部分綠線列車改以6輛編組服務。

## 車站列表
- 2007年3月22日發表正式站名。
- 所有車站均位於神奈川縣橫濱市內。

| 車站編號 | 車站顏色 | 中文站名   | 日文站名 | 英文站名 | 站間距離 | 累計距離 | 接續路線                                                          | 地面/地底 | 所在地 |
| -------- | -------- | ---------- | -------- | -------- | -------- | -------- | ----------------------------------------------------------------- | --------- | ------ |
| G01      |          | 中山       |          |          | -        | 0.0      | 東日本旅客鐵道： 橫濱線（JH19）                                   | 地底      | 綠區   |
| G02      |          | 川和町     |          |          | 1.7      | 1.7      |                                                                   | 地面      | 都筑區 |
| G03      |          | 都交流之丘 |          |          | 1.4      | 3.1      |                                                                   | 地底      | 都筑區 |
| G04      |          | 中心南     |          |          | 1.7      | 4.8      | 橫濱市營地下鐵： 藍線（B29）                                      | 地面      | 都筑區 |
| G05      |          | 中心北     |          |          | 0.9      | 5.7      | 橫濱市營地下鐵： 藍線（B30）                                      | 地面      | 都筑區 |
| G06      |          | 北山田     |          |          | 1.7      | 7.4      |                                                                   | 地底      | 都筑區 |
| G07      |          | 東山田     |          |          | 1.4      | 8.8      |                                                                   | 地底      | 都筑區 |
| G08      |          | 高田       |          |          | 1.5      | 10.3     |                                                                   | 地底      | 港北區 |
| G09      |          | 日吉本町   |          |          | 1.3      | 11.6     |                                                                   | 地底      | 港北區 |
| G10      |          | 日吉       |          |          | 1.4      | 13.0     | 東急電鐵： 東橫線（TY13）、 目黑線（MG13）、 東急新橫濱線（SH03） | 地底      | 港北區 |